# 影像艺术
影像藝術是一種媒介為影像的藝術，隨著20世纪60年代的攝影技術發展而誕生。其英文名稱「Video Art」源於最初的影像藝術形式錄影帶（videotape）。